# Фен
Фен — инструмент, выдающий направленный поток нагретого воздуха. Важнейшей особенностью фена является возможность подачи тепла точно в заданную область. Основные компоненты фена - это вентилятор, воздушный электронагреватель (чаще всего - в виде спирали из нихромовой проволоки, но может быть и керамический нагревательный элемент) и сопло (сопла) для нагретого воздуха.
Происхождение слова «фен» связано с немецкой маркой Sanitas Fön. Первый фен от Sanitas, выпущенный в 1899 году, весил целых два килограмма и был не совсем безопасен для волос и пользователя: воздух, выходящий из «фена», достигал температуры 90 градусов. Никаких признаков регуляции температуры. При выборе названия инженеры Sanitas использовали тёплый юго-западный ветер «Fön». После разработки нескольких последующих моделей компания в январе 1909 года зарегистрировала название «Fön» в реестре товарных знаков. После поглощения компанией AEG (Allgemeine Elektrizitäts-Gesellschaft) в 1950-х годах другим производителям больше не разрешалось называть свою продукцию «фенами». С этого момента это право было зарезервировано исключительно для AEG..
Американский изобретатель армянского происхождения, Габриэль Казанджян, первым запатентовал электрический фен в США, в 1911 году.
Вентилятор втягивает воздух через один из срезов трубы, поток воздуха проходит мимо электронагревателя, нагревается и покидает трубу через противоположный срез. На выходной срез трубы фена могут быть установлены различные насадки, изменяющие конфигурацию воздушного потока. Входной срез обычно закрыт решёткой для того, чтобы предотвратить попадание внутрь корпуса фена крупных предметов, например пальцев.
Ряд моделей фенов позволяет регулировать температуру и скорость потока воздуха на выходе. Регулировка температуры достигается либо включением параллельно различного числа нагревателей, либо с помощью регулируемого термостата, либо изменением скорости потока.

## Разновидности
Существуют две основные разновидности фенов — фен для сушки и укладки волос и технический фен. Принцип их действия одинаков, различие только в температуре и скорости потока воздуха на выходе прибора.

### Фен для сушки и укладки волос
Фен для сушки и укладки волос выдает поток воздуха с температурой около 60 °C и высокой скоростью.
В фен стараются ставить защиту от перегрева во избежание повреждения волос горячим воздухом и пережога электронагревателя.
Современные фены также имеют функцию ионизации воздуха, призванную прежде снимать статический заряд, а также обещающие гладкость и шелковистость волос.

### Строительный фен
Технический фен отличается способностью выдавать поток воздуха, нагретого до температуры около 300—500 °C, но с невысокой скоростью. Различные модели технических фенов могут иметь также и режимы с более низкой температурой воздуха, например, 50 °C. Существуют модели, позволяющие получать воздух с температурами в диапазоне 50—650 °C с шагом в 10 °C или плавной регулировкой. Некоторые модели позволяют регулировать расход воздуха.
Строительный фен имеет большое число применений, в т. ч.:
- Сушка;
- Подогрев клеящих составов перед нанесением (в т. ч. и прямо на поверхности, на которую они наносятся);
- Подогрев клеевого слоя перед разделением склеенных деталей (например, удаление наклеек);
- Подогрев некоторых разъёмных металлических соединений перед их разборкой;
- Подогрев термопластовых деталей для придания им формы (например, гибка или посадка труб);
- Разогрев покрытий из лаков и красок для их удаления;
- Пайка и лужение металлов;
- Сварка (прежде всего термопластов);
- Нанесение термопластичных герметиков;
- Посадка термореактивной электроизоляции на проводах;
- Розжиг углей в мангале;
- Отогревание замерзших водопроводных труб;
- Нагревание полиэфирной или эпоксидной смолы для более быстрого отвердения.

### Паяльный фен
Ручная пайка горячим воздухом с помощью специальных фенов стала популярна с широким распространением поверхностного монтажа и появлением микросхем с большим количеством выводов. Оборудование для пайки горячим воздухом гораздо дешевле инфракрасных печей, при этом значительно облегчает и ускоряет работу монтажника и ремонтника печатных плат с поверхностным монтажом по сравнению со стержневым паяльником.
Как правило паяльные фены входят в комплект некоторых паяльных станций. Основные отличия от строительных фенов — меньший размер, корпус под другой тип хвата (без боковой ручки), более плавная и точная регулировка температуры и потока воздуха, набор насадок с тонкими соплами. Паяльные фены снабжаются подставками и автоматикой понижения температуры при нахождении на подставке.
При монтаже с использованием паяльных фенов обычно пользуются не твёрдым припоем, а паяльной пастой (специальная смесь порошка припоя с флюсом).
Паяльные фены, как правило, бывают двух видов: со встроенной в фен турбинкой и с насосом, встроенным в паяльную станцию. У фенов с турбинкой поток воздуха слабее, сам фен крупнее. Фен с насосом соединен со станцией относительно толстым воздушным шлангом.
Аэрогриль
Аэрогрили можно считать устройствами, схожими по принципу действия с феном, только используются для приготовления пищи. Состоит из крышки, внутри которой находятся вентилятор, приводимый в действие с помощью асинхронного двигателя с экранированными полюсами, ТЭНа или кварцевого нагревателя. На внешней части крышки находятся таймер и термостат, вторая же часть представляет собой чашу из закалённого термостойкого стекла. Конструкция такого устройства позволяет готовить пищу без использования масла и жира, однако требует для размещения специального места, отдалённого от холодильника(-ов) и не содержащего горючих материалов, в том числе пластмассовых покрытий.